# Келленбергер, Якоб
Я́коб Ке́лленбергер (нем. Jakob Kellenberger; род. 19 октября 1944, Хайден, Швейцария) — швейцарский дипломат. Президент Международного комитета Красного Креста в 2000—2012 годах.

## Биография
Родился 19 октября 1944 года в Швейцарии в городе Хайден. Изучал испанскую и французскую литературу, а также лингвистику в университете Цюриха, имеет степень доктора филологических наук. Является почётным доктором Университетов Базеля и Катании.
Занимал различные посты в дипломатических представительствах Швейцарии в Брюсселе (ЕС), Лондоне и Мадриде. Был руководителем Экономического и финансового департамента МИД, Управления интеграции в Берне (курировал вопросы европейской интеграции). С 1992 по 1999 год Якоб Келленбергер являлся министром иностранных дел Швейцарии и директором политического управления. С 2000 года по 2012 год — Президент Международного комитета Красного Креста.
За те годы, что Якоб Келленбергер возглавлял эту организацию, был принят Третий Дополнительный Протокол к Женевским конвенциям 8 декабря 2005 года. Этот протокол утвердил эмблему Красный Кристалл в качестве дополнительной защитной эмблемы в дополнение к эмблемам Красного Креста и Красного Полумесяца. Это позволило принять израильское общество Маген Давид Адом в состав Международной Федерации Обществ Красного Креста и Красного Полумесяца.
В 2006 году удостоен награды Президента Американского Красного Креста «За международное гуманитарное лидерство».
Женат на Элизабет Келленбергер-Жосси (Elisabeth Kellenberger-Jossi). Имеет двух дочерей: Элеонору и Кристину.